# Édler András György
Edler András-György (Kolozsvár, 1972. december 10. –) erdélyi magyar politikus. 2008-tól 2012-ig az RMDSZ Kovászna megyei (sepsiszentgyörgyi: 1. választókerület) parlamenti képviselője.
2012 augusztusától a Kovászna Megyei Kereskedelmi és Iparkamara elnöke és 2013-tól az EUROCHAMBRES (európai kereskedelmi kamarák szövetsége) költségvetési bizottságának tagja.

## Pályafutása
Matematika-fizika osztály t végzett Sepsiszentgyörgyön a Székely Mikó Kollégiumban, és 1991-ben érettségizett. Ezt követően a brassói Transilvania Egyetem Közgazdaságtan Karán, nemzetközi gazdasági kapcsolatok szakon szerzett oklevelet. 1994–1996 között a Sepsiszentgyörgyi UNIT MULTIPREST KFT. ügyvezető igazgatója volt, 1997-ben a szintén sepsiszentgyörgyi FIX KFT marketing menedzsere. 1997. december – 1999. április között közgazdászként dolgozott a Román Nemzeti Banknál, majd 1999 év végéig a sepsiszentgyörgyi PLASTICO RT gazdasági igazgatója volt. 1999. decembertől 2008. februárig az A&C Associated Kft., 2008. márciustól decemberig az UNIT MULTIPREST KFT társtulajdonosaként és vezetőjeként tevékenykedett.
2008-ban hiteles könyvelői és hiteles vállalatértékelői, valamint turisztikai menedzseri képesítést szerzett.
2008-tól tagja a Romániai Magyar Demokrata Szövetségnek (RMDSZ). A 2008-2012-es törvényhozási ciklusban parlamenti képviselő volt. Képviselőként 2010. februárig a külpolitikai, majd 2011. novemberig a közigazgatási, területfejlesztési és ökológiai egyensúlyi bizottságban tevékenykedett, utána pedig a ciklus végéig a költségvetési, pénz- és bankügyi bizottság tagja volt.
Parlamenti képviselőként 18 törvényjavaslatot terjesztett be, ezek közül 5-öt szavaztak meg. Az egyik legfontosabb törvénykezdeményezése a napszámosok munkáját szabályozó 52/2011-es törvény.